# 市場町伊月
市場町伊月（いちばちょういつき）は、徳島県阿波市の大字。2010年10月1日現在の人口は514人、世帯数は196世帯。郵便番号は〒771-1626。

## 地理
阿波市の南部に位置。北は土成町成当、東は土成町郡、西は市場町大野島、南は吉野川市に接する。
南部を吉野川が北東流する。吉野川の堤防には、伊月排水ポンプ場があり、川の氾濫に備えている。水田のなかに事代主神社があり、その東には伊月団地がある。

### 河川
- 吉野川
- 柿ノ木谷川
- 鶯谷川
- 指谷川

### 小字
- 池田
- 大桑ノ北
- 定松
- 潺
- 秀清
- 前須賀
- 宮ノ西
- 宮ノ本
- 御幸ノ北
- 六反田

## 歴史
- 2005年（平成17年）4月1日 - 阿波郡市場町が阿波町・板野郡土成町・吉野町と合併して阿波市となり、住所表記は「阿波郡市場町大字伊月字（字名）」から「阿波市（字名）」（前須賀は、阿波市内での住所表記重複を避けるため伊月前須賀）となる。
- 2007年（平成19年）1月1日 - 住所表記を「阿波市市場町伊月字（字名）」に変更（伊月前須賀は「伊月字前須賀」）し、現在の表記となる。

## 施設
- 事代主神社
- 伊月団地

## 交通

### 道路
都道府県道
- 徳島県道138号香美吉野線